# Franz Stickl
Franz Stickl (Diessen a finals del segle XVII - Múnic, 1741) fou un organista i compositor del Barroc. Al monestir del seu poble nadiu aprengué els principis de la ciència i de la música, acabant els seus estudis en la Universitat de Salzburg i d'Ingolstadt, on s'establí com a organista el 1720. Deixà Psalm vespertini pro toto anno a 4 veus (Augsburg, 1721); sis misses a quatre veus (Augsburg, 1727), i Psalmi vespertini pro toto anno a 4 vocibus (Augsburg, 1728).